# Sidi Boulkhalf
Sidi Boulkhalf  (in arabo سيدي بوخالف‎?) è un centro abitato e comune rurale del Marocco situato nella provincia di Azilal, regione di Béni Mellal-Khénifra. Conta una popolazione di 15 625 abitanti (censimento 2014).